# Камешница (приток Леджи)
Камешница — река в России, протекает по Бабушкинскому району Вологодской области. Устье реки находится в 12 км от устья Леджи по правому берегу. Длина реки составляет 12 км.
Исток находится в болотах в 48 км к юго-востоку от Тотьмы и в 17 км к юго-востоку от Села имени Бабушкина. Камешница описывает по заболоченным лесам петлю и впадает в Леджу. Населённых пунктов на реке нет, за исключением нежилой деревни Камешница.

## Данные водного реестра
По данным государственного водного реестра России относится к Двинско-Печорскому бассейновому округу, водохозяйственный участок реки — Северная Двина от начала реки до впадения реки Вычегда, без рек Юг и Сухона (от истока до Кубенского гидроузла), речной подбассейн реки — Сухона. Речной бассейн реки — Северная Двина.
Код объекта в государственном водном реестре — 03020100312103000008336.